# Megastylis gigas
Megastylis gigas är en orkidéart som först beskrevs av Heinrich Gustav Reichenbach, och fick sitt nu gällande namn av Rudolf Schlechter. Megastylis gigas ingår i släktet Megastylis och familjen orkidéer. Inga underarter finns listade i Catalogue of Life.